# Eochu Mumu
Eochu Mumu, o Eochaid Mumo, Mumho (fl. XV-XI secolo a.C.), figlio di Mofebis, figlio di Eochaid Faebar Glas, fu, secondo la tradizione leggendaria e storica, re supremo d'Irlanda.
Secondo il Lebor Gabála Érenn prese il potere dopo aver ucciso Fíachu Labrainne che aveva ucciso il padre in battaglia. Da lui prese il nome la provincia del Munster. Regnò per 21 anni, combattendo molte battaglie contro i discendenti di Érimón, prima di essere ucciso dal figlio di Fíachu, Óengus Olmucaid, nella battaglia di Clíu. Sarebbe stato in seguito vendicato dal figlio  Enna Airgtheach.
Il Lebor Gabála sincronizza il suo regno con quello di Ofratane in Assiria. La cronologia di Goffredo Keating colloca il suo regno dal 1071 al 1050 a.C. mentre gli Annali dei Quattro Maestri lo collocano dal 1449 al 1428 a.C.